# Мурадов, Латиф
Латиф Мурадов — советский хозяйственный деятель, Герой Социалистического Труда.

## Биография
Родился в 1913 году в поселке Махрами. Член КПСС с 1941 года.
Окончил Ташкентский педагогический институт.
В 1931—1935 — учитель в Аштском районе Таджикской ССР.
В 1938—1940 — преподаватель Сталинабадского педагогического училища.
В 1941—1944 — директор школы в Гиссаре, в 1945—1946 — секретарь Гиссарского райкома ВКП(б), в 1947—1948 — заведующий отделом Гиссарского райкома ВКП(б).
В 1949—1973 — председатель колхоза имени Сталина/имени XXII съезда КПСС Гиссарского района Таджикской ССР.
Указом Президиума Верховного Совета СССР от 17 января 1957 года присвоено звание Героя Социалистического Труда с вручением ордена Ленина и золотой медали «Серп и Молот».
Депутат Верховного Совета Таджикской ССР 6-7-го созывов.
Умер в 1973 году в Гиссаре.

## Награды и звания
- Герой Социалистического Труда (17.01.1957)
- Орден Ленина (17.01.1957)
- Орден Октябрьской Революции (08.04.1971)
- Орден Трудового Красного Знамени (23.10.1954)
- Орден Знак Почёта (30.04.1966)